# Mešita Ibrahim-al-Ibrahim
Mešita Ibrahim-al-Ibrahim je mešita na britském zámořském území Gibraltaru, poloostrově u jižního Španělska. Mešita stojí na jih směrem k úžině Gibraltaru několik kilometrů od Maroka.
Budova byla darem od krále Saúdské Arábie Fahda bin Abd al-Azíze a trvalo dva roky, než byla postavena za cenu kolem 5 milionů liber. Oficiálně byla otevřena 8. srpna 1997. Je to nejjižnější mešita v kontinentální Evropě a je jednou z největších mešit v nemuslimské zemi. Součástí mešity je také škola, knihovna a přednášková místnost.